# Marie-José Imsand
Marie-José Imsand (* 1962 in Lausanne) ist eine französischsprachige Schweizer Malerin und Schriftstellerin.

## Leben
Marie-José Imsand, Tochter des Fotografen Marcel Imsand (1929–2017), studierte Bildende Kunst an der Université du Québec à Montréal. Seit 1986 stellt sie ihre Bilder, Grafiken und Holzschnitte aus. 2016 erschien ihr erstes literarisches Werk.
Imsand ist seit 2020 Präsidentin des Schriftstellerverbands Association vaudoise des écrivains (AVE). Die Mutter zweier Töchter war verheiratet mit Marius Daniel Popescu und lebt in Lausanne.

## Werke
- Le musée brûle. BSN Press, Lausanne 2016, ISBN 978-2-940516-48-3.
- Affaires étrangères. BSN Press, Lausanne 2018, ISBN 978-2-940516-80-3.
- Vol 417. BSN Press, Lausanne 2019, ISBN 978-2-940648-06-1.
- Deuils blancs. Favre, Lausanne 2022, ISBN 978-2-8289-1985-6.

Herausgeberschaft:
- Marcel Imsand: Confidences, recueillies par Marie-José Imsand, 2006.
- Marcel Imsand: Intime. Favre, Lausanne 2018, ISBN 978-2-8289-1714-2.